# TuS Eiringhausen
Der TuS Eiringhausen (offiziell: Turn- und Sportverein Eiringhausen e. V.) war ein Sportverein aus dem Plettenberger Stadtteil Eiringhausen im Märkischen Kreis. Die erste Fußballmannschaft spielte sieben Jahre in der höchsten westfälischen Amateurliga.

## Geschichte
Der Verein entstand im Jahre 1933, als sich der 1891 gegründete TV Eiringhausen mit dem 1919 gegründeten SV Eiringhausen zusammenschloss. Den Fußballern gelang 1946 der Aufstieg in die Bezirksklasse. Nach einer Vizemeisterschaft 1949 hinter dem TuS Iserlohn gelang zwei Jahre später der Aufstieg in die 2. Landesliga Westfalen. Diese Liga wurde ein Jahr später aufgelöst und der TuS rückte 1952 in die Landesliga Westfalen auf, die seinerzeit die höchste westfälische Amateurliga war. In der Landesliga arbeitete sich die Mannschaft schnell in die Spitzengruppe vor und schaffte 1956 als Dritter die Qualifikation für die neu geschaffene Verbandsliga Westfalen. Dort spielte die Mannschaft zunächst gegen den Abstieg, bevor es am Ende der Saison 1958/59 zu einem Skandal kam. Der TuS beendete die Saison punktgleich mit SuS Menden 09 und dem SC Dahlhausen aus Bochum. Es wurde eine Entscheidungsspielrunde angesetzt, die zwei Absteiger ermitteln sollte.
Dahlhausen schlug zunächst Menden mit 4:1 und konnte dann im neutralen Schwerte den TuS Eiringhausen mit 2:1 besiegen. Nach Spielende wurde Schiedsrichter Fritz Leidag vom Eiringhausener Spieler Rudolf Stroß niedergeschlagen. Der am Boden liegende Schiedsrichter wurde dann von Eiringhausener Spielern und Anhängern mit Füßen getreten und musste danach bewusstlos und schwer verletzt drei Wochen lang in einem Schwerter Krankenhaus behandelt werden. Der Verein wurde vom Fußball- und Leichtathletik-Verband Westfalen hart bestraft. Die Fußballabteilung wurde für ein Jahr bis zum 30. Juni 1960 gesperrt. Rudolf Stroß wurde lebenslang gesperrt und der Verein konnte in der Saison 1960/61 in der Kreisklasse weiterspielen. 1962 gelang der Wiederaufstieg in die Bezirksklasse, dem 1964 der Aufstieg in die Landesliga folgte. Sieben Jahre später stieg der TuS wieder ab.

## Nachfolgeverein TuS Plettenberg

### Geschichte
1974 fusionierte der TuS Eiringhausen mit den Sportfreunden Eschen zum TuS Plettenberg. Dieser spielte zwischen 1988 und 1992 sowie von 2006 bis 2011 in der Landesliga. Seit dem Aufstieg im Jahre 2014 tritt der TuS Plettenberg in der Bezirksliga auf. Die B-Juniorinnen des TuS Plettenberg wurden im Jahre 1999 Westfalenmeister. 2007 wurde der TuS Plettenberg mit dem Julius-Hirsch-Preis ausgezeichnet.

### Persönlichkeiten
Der TuS Plettenberg brachte mit Dimitrios Pappas einen späteren Fußballprofi hervor. Roger Schmidt wurde Trainer in der Bundesliga. Umgekehrt wirkten die ehemaligen Profis İrfan Buz, Markus Dworrak und Uwe Helmes als Trainer in Plettenberg. Unternehmer Dieter Buttgereit war von 1974 bis 1982 Vorsitzender des TuS Plettenberg. Mit Heike Horstmann brachte der TuS Plettenberg eine deutsche Handball-Nationalspielerin hervor.